# Caroline Mathilde de Saxe-Cobourg et Gotha
Caroline Mathilde de Saxe-Cobourg et Gotha, née au château de Callenberg (de), près de Cobourg (duché de Saxe-Cobourg et Gotha) le 22 juin 1912, et morte le 5 septembre 1983 à Erlangen (Allemagne de l'Ouest), est une princesse de Saxe-Cobourg et Gotha et duchesse en Saxe. Elle est une arrière petite-fille de la reine Victoria.

## Biographie

### Famille

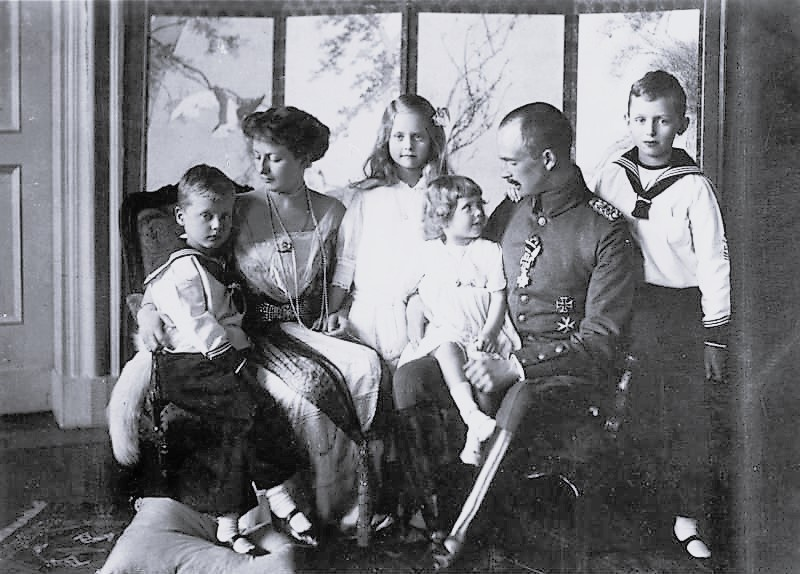
Charles-Édouard de Saxe-Cobourg, son épouse Victoria Adélaïde et leurs quatre premiers enfants le 29 juin 1918.

Seconde fille et quatrième des cinq enfants du duc Charles-Édouard de Saxe-Cobourg et Gotha (1884-1954) et de la princesse Victoria-Adélaïde de Schleswig-Holstein-Sonderbourg-Glücksbourg (1885-1970), mariés en 1905, Caroline Mathilde de Saxe-Cobourg et Gotha, dite « Calma », naît au château de Callenberg, près de Cobourg le 22 juin 1912. Elle est baptisée au château de Callenberg le 25 juillet suivant,,.
Par son père, Charles-Édouard, dernier duc régnant de Saxe-Cobourg et Gotha de 1900 à 1918, elle est une arrière petite-fille de la reine Victoria du Royaume-Uni ; tandis que par sa mère, elle a pour ancêtre Victoire de Saxe-Cobourg-Saalfeld (1786-1861), mère de la reine Victoria et sœur du roi des Belges Léopold Ier.
Caroline Mathilde de Saxe-Cobourg et Gotha a trois frères : Jean-Léopold de Saxe-Cobourg et Gotha (1906-1972), Hubertus de Saxe-Cobourg et Gotha (1909-1943), et Frédéric-Josias de Saxe-Cobourg et Gotha (1918-1998). Elle a également une sœur : Sibylle de Saxe-Cobourg et Gotha (1908-1972), mariée en 1932 avec le prince héritier Gustave-Adolphe de Suède (1906-1947) et mère du roi de Suède Charles XVI Gustave,.
Comme les autres princes souverains de l'Empire allemand, son père est contraint d'abdiquer le 23 novembre 1918, lorsque le duché de Saxe-cobourg est aboli par la révolution allemande de 1918-1919, à la fin de la Première Guerre mondiale, ce qui a également affecté la position de la princesse Caroline Mathilde. Elle et sa famille ont également perdu leurs titres britanniques à la suite de la Titles Deprivation Act 1917, qui permet à la couronne de priver les ennemis du Royaume-Uni pendant la Première Guerre mondiale de leurs pairies et titres britanniques.

### Mariages et postérité

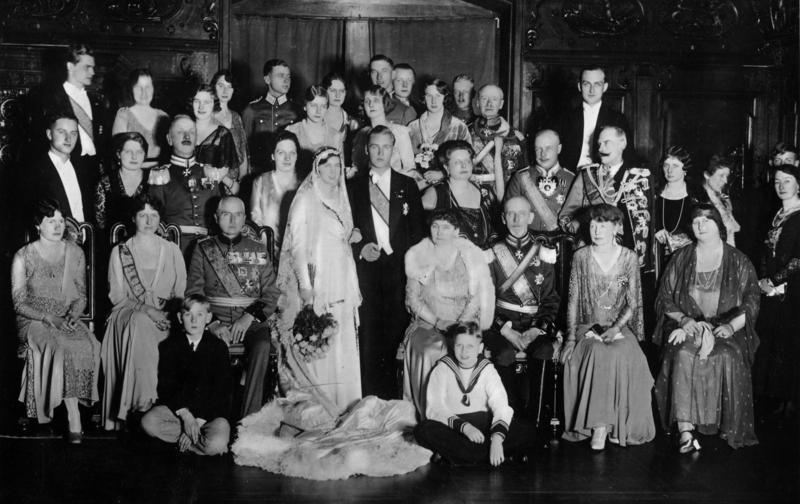
Premier mariage de la princesse Caroline Mathilde et Friedrich Wolfgang zu Castell-Rüdenhausen à Cobourg le 14 décembre 1931.

Caroline Mathilde de Saxe-Cobourg et Gotha se marie à trois reprises, :
1) à Cobourg, le 14 décembre 1931 avec le comte Friedrich Wolfgang zu Castell-Rüdenhausen, capitaine d'aviation à la Lufthansa (né à Berlin le 27 juin 1906 et mort en service commandé à Portland le 11 juin 1940), divorcés à Berlin le 2 mai 1938, dont trois enfants :
- Bertram zu Castell-Rüdenhausen (né à Golßen le 12 juillet 1932 et mort le 11 octobre 2023[10]), peintre et graphiste, épouse en 1964 Felizitas comtesse von Auersperg (1944), dont deux fils ;
- Conrad zu Castell-Rüdenhausen (né à Berlin le 10 octobre 1933 et mort le 1er octobre 2011), épouse en 1961 Märta Catarina Lönegren (1939), dont deux enfants ;
- Victoria Adelheid zu Castell-Rüdenhausen (née à Cobourg le 26 février 1935), épouse en 1960 Sir Miles Huntington-Whitheley (1929-2019), dont trois enfants.

2) à Berlin, le 22 juin 1938 avec Max Schnirring, pilote d'essai, capitaine (né à Stuttgart le 20 mai 1896 et mort dans un accident d'avion à Stralsund, le 7 juillet 1944), dont trois enfants :
- Calma Schnirring (née à Valparaiso, Chili, le 18 novembre 1938), épouse 1) en 1961 Richard Berger (1941), divorcés en 1973, dont quatre enfants, épouse 2) en 1976 James Cook (1940), dont un fils ;
- Dagmar Schnirring (née à Gross Wusterwitz le 22 novembre 1940), épouse en 1) 1964 Heinrich Walz (1937), divorcés en 1989, dont deux filles, épouse 2) en 1995 Eberhard Erwin Schäl (1945) ;
- Peter Michael Schnirring (né à Gross Wusterwitz le 4 janvier 1943 et mort à Munich le 10 février 1966), célibataire.

3) à Cobourg le 21 décembre 1946 avec Karl Otto Andrée (né à Düsseldorf le 20 février 1912 et mort à Mönchengladbach le 16 novembre 1984), divorcés à Cobourg le 27 décembre 1947, sans postérité.

### Mort
Après avoir rompu tout lien avec sa famille, Caroline Mathilde de Saxe-Cobourg et Gotha meurt le 5 septembre 1983, à l'âge de 71 ans à Erlangen. Elle est inhumée au cimetière du château Callenberg auprès de ses parents,.

## Ascendance
|  |                                                                      |  |  |  |  |  |  |  |  |  |  |  |  |
|  | 8. Albert de Saxe-Cobourg-Gotha                                      |  |  |  |  |  |  |  |  |  |  |  |  |
|  |                                                                      |  |  |  |  |  |  |  |  |  |  |  |  |
|  |                                                                      |  |  |  |  |  |  |  |  |  |  |  |  |
|  | 4. Léopold d'Albany                                                  |  |  |  |  |  |  |  |  |  |  |  |  |
|  |                                                                      |  |  |  |  |  |  |  |  |  |  |  |  |
|  |                                                                      |  |  |  |  |  |  |  |  |  |  |  |  |
|  | 9. Victoria du Royaume-Uni                                           |  |  |  |  |  |  |  |  |  |  |  |  |
|  |                                                                      |  |  |  |  |  |  |  |  |  |  |  |  |
|  |                                                                      |  |  |  |  |  |  |  |  |  |  |  |  |
|  | 2. Charles-Édouard de Saxe-Cobourg et Gotha                          |  |  |  |  |  |  |  |  |  |  |  |  |
|  |                                                                      |  |  |  |  |  |  |  |  |  |  |  |  |
|  |                                                                      |  |  |  |  |  |  |  |  |  |  |  |  |
|  | 10. Georges-Victor de Waldeck-Pyrmont                                |  |  |  |  |  |  |  |  |  |  |  |  |
|  |                                                                      |  |  |  |  |  |  |  |  |  |  |  |  |
|  |                                                                      |  |  |  |  |  |  |  |  |  |  |  |  |
|  | 5. Hélène de Waldeck-Pyrmont                                         |  |  |  |  |  |  |  |  |  |  |  |  |
|  |                                                                      |  |  |  |  |  |  |  |  |  |  |  |  |
|  |                                                                      |  |  |  |  |  |  |  |  |  |  |  |  |
|  | 11. Hélène de Nassau                                                 |  |  |  |  |  |  |  |  |  |  |  |  |
|  |                                                                      |  |  |  |  |  |  |  |  |  |  |  |  |
|  |                                                                      |  |  |  |  |  |  |  |  |  |  |  |  |
|  | 1. Caroline Mathilde de Saxe-Cobourg et Gotha                        |  |  |  |  |  |  |  |  |  |  |  |  |
|  |                                                                      |  |  |  |  |  |  |  |  |  |  |  |  |
|  |                                                                      |  |  |  |  |  |  |  |  |  |  |  |  |
|  | 12. Frédéric de Schleswig-Holstein-Sonderbourg-Glücksbourg           |  |  |  |  |  |  |  |  |  |  |  |  |
|  |                                                                      |  |  |  |  |  |  |  |  |  |  |  |  |
|  |                                                                      |  |  |  |  |  |  |  |  |  |  |  |  |
|  | 6. Frédéric-Ferdinand de Schleswig-Holstein-Sonderbourg-Glücksbourg  |  |  |  |  |  |  |  |  |  |  |  |  |
|  |                                                                      |  |  |  |  |  |  |  |  |  |  |  |  |
|  |                                                                      |  |  |  |  |  |  |  |  |  |  |  |  |
|  | 13. Adélaïde de Schaumbourg-Lippe                                    |  |  |  |  |  |  |  |  |  |  |  |  |
|  |                                                                      |  |  |  |  |  |  |  |  |  |  |  |  |
|  |                                                                      |  |  |  |  |  |  |  |  |  |  |  |  |
|  | 3. Victoria-Adélaïde de Schleswig-Holstein-Sonderbourg-Glücksbourg   |  |  |  |  |  |  |  |  |  |  |  |  |
|  |                                                                      |  |  |  |  |  |  |  |  |  |  |  |  |
|  |                                                                      |  |  |  |  |  |  |  |  |  |  |  |  |
|  | 14. Frédéric-Auguste de Schleswig-Holstein-Sonderbourg-Augustenbourg |  |  |  |  |  |  |  |  |  |  |  |  |
|  |                                                                      |  |  |  |  |  |  |  |  |  |  |  |  |
|  |                                                                      |  |  |  |  |  |  |  |  |  |  |  |  |
|  | 7. Caroline-Mathilde de Schleswig-Holstein-Sonderbourg-Augustenbourg |  |  |  |  |  |  |  |  |  |  |  |  |
|  |                                                                      |  |  |  |  |  |  |  |  |  |  |  |  |
|  |                                                                      |  |  |  |  |  |  |  |  |  |  |  |  |
|  | 15. Adélaïde de Hohenlohe-Langenbourg                                |  |  |  |  |  |  |  |  |  |  |  |  |
|  |                                                                      |  |  |  |  |  |  |  |  |  |  |  |  |
|  |                                                                      |  |  |  |  |  |  |  |  |  |  |  |  |